# Diabrotica cryptomorpha
Diabrotica cryptomorpha es una especie de insecto coleóptero de la familia Chrysomelidae.
Fue descrita científicamente en 1997 por Bechyne.